# Cavallo di fuoco

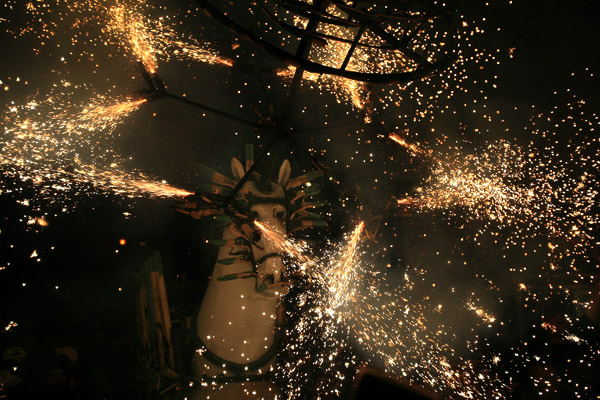
Il Cavallo di Fuoco in azione

Il Cavallo di fuoco (in dialetto locale lu Cavalla dë fuoca) è una rievocazione storica che si tiene ogni anno a Ripatransone (Ascoli Piceno), nel giorno dell'Ottava di Pasqua.
Consiste in uno spettacolo pirotecnico d'effetto e, per i cittadini, a forte coinvolgimento emotivo. Esso richiama in media varie migliaia di spettatori: ripani, abitanti dei comuni limitrofi, e non di rado turismo provenienti anche da regioni lontane.

## Storia

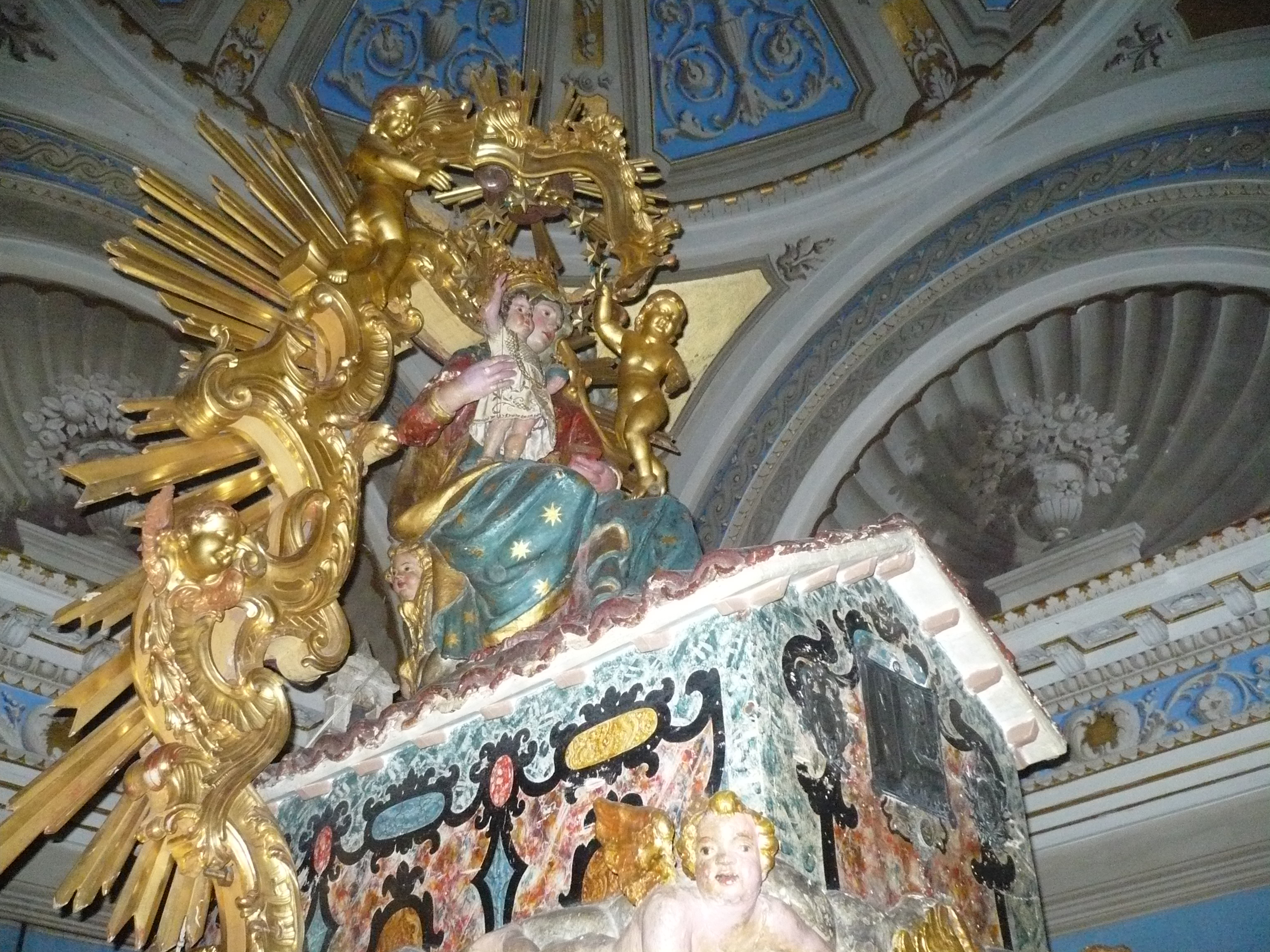
Il Simulacro della Madonna di San Giovanni

La prima domenica dopo Pasqua coincide con la ricorrenza della Madonna di San Giovanni, venerata da secoli nella cittadina picena ed elevata da monsignor Pietro Ossola, nella prima metà del Novecento, a patrona della diocesi e co-patrona della città.
La tradizione fa risalire le origini del Cavallo al 10 maggio 1682, giorno della solenne incoronazione del simulacro della Vergine da parte del vescovo Giovan Giorgio Mainardi. Fu un artificiere di Atri, chiamato per l'occasione, a improvvisare per primo lo spettacolo. Egli "cavalcò un cavallo, che era tutto ripieno di fuochi artificiali, con il quale girò più volte la piazza buttando sempre raggi ed altre bizzarrie". Il fatto tanto entusiasmò i ripani che essi presero a rievocarlo annualmente. Sulle prime continuarono a servirsi di un animale vivo: è infatti attestato che ancora nel 1701 un cittadino di nome Pietro Marenzi diede vita allo spettacolo in groppa a un vero cavallo.
Successivamente l'animale fu sostituito con una sagoma. In origine essa era di legno, e fino al 1932 veniva portata in spalla dal più robusto dei cittadini. In seguito si reputò più conveniente dotarlo di ruote e timone e farlo trainare da volontari dotati di vesti e accessori di protezione. Nel 1994 un nuovo Cavallo in lamiera di ferro, costruito sul modello del precedente, ha preso il posto del feticcio di legno.

## Rievocazione moderna

### Contesto

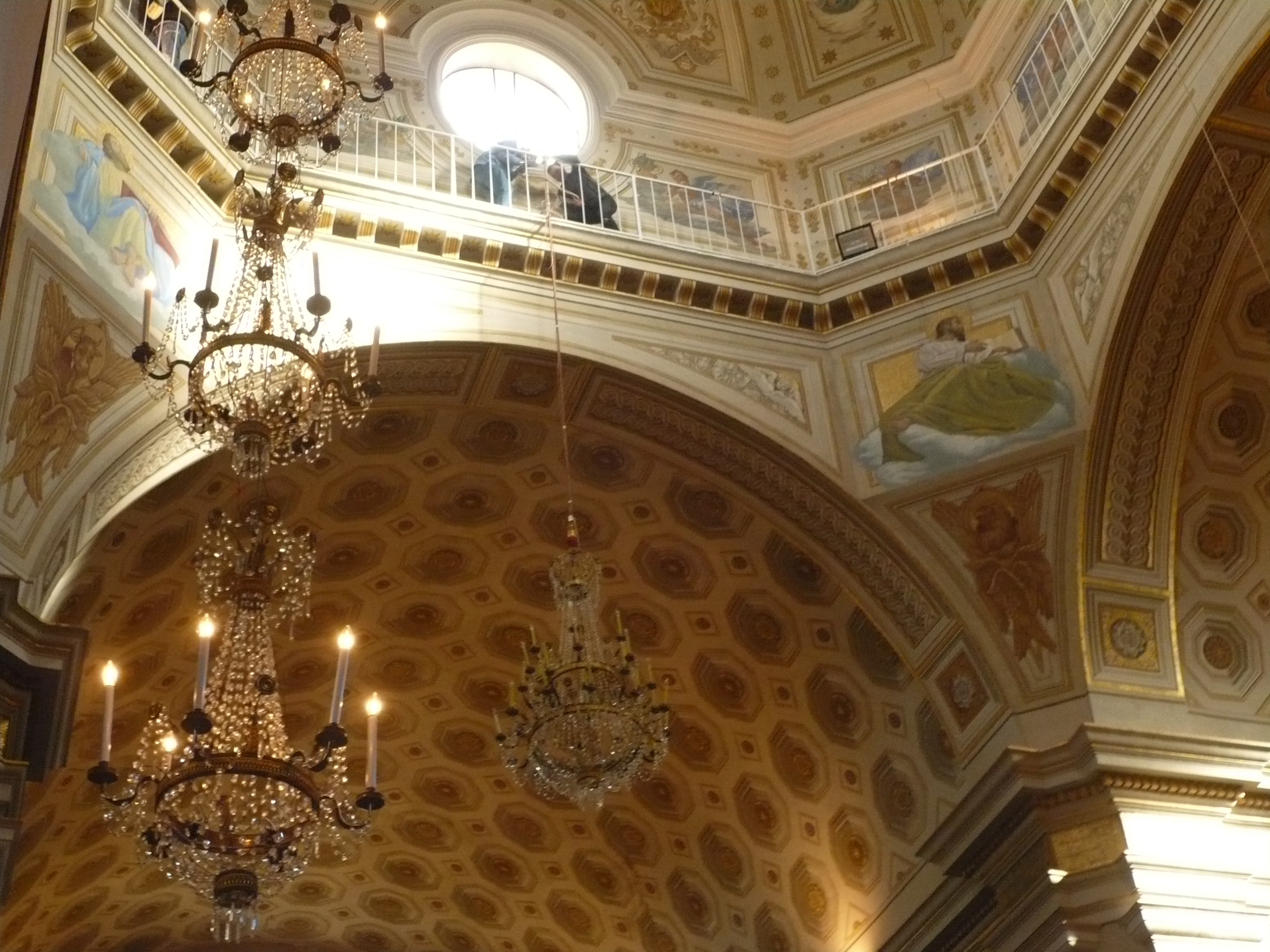
Gli addetti della Confraternita addobbano il Duomo in occasione dell'Ottava di Pasqua

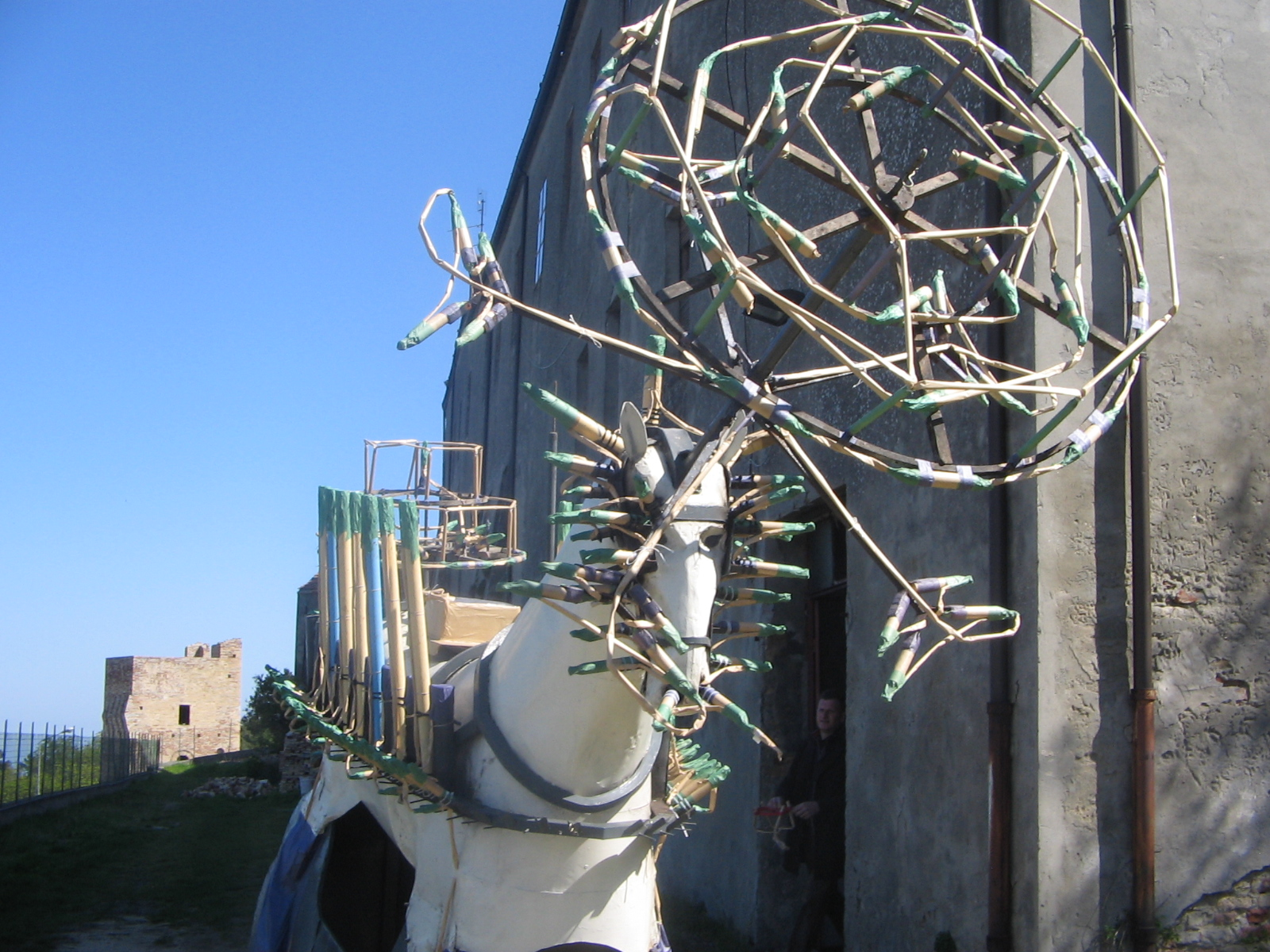
Il Cavallo di Fuoco la mattina prima di essere benedetto

Fra le celebrazioni dell'Ottava di Pasqua il Cavallo di fuoco si inserisce oggi come manifestazione civile. Nonostante ciò, rimane una festa essenzialmente religiosa, al punto che la sua organizzazione è demandata alla confraternita del Duomo, intitolata alla Madonna di San Giovanni. In tempi recenti è anzi invalsa l'usanza di far benedire il Cavallo dal vescovo diocesano, sul sagrato della Cattedrale, subito dopo la principale celebrazione eucaristica.

### Preparativi
Il Cavallo di fuoco segue una ritualità consolidata, che negli anni si è venuta arricchendo di nuovi ingredienti, soprattutto per iniziativa spontanea dei giovani. Lo spettacolo si svolge in prima serata, con il favore dell'oscurità, nelle piazze Matteotti e Condivi di fronte al Duomo.
Intorno alle ore 21 il Cavallo viene prelevato e condotto attraverso la circonvallazione panoramica della città. In largo Speranza esso incontra il corpo bandistico "Città di Ripatransone", proveniente da piazza Condivi al suono della tradizionale Marcia n. 23 del maestro Vincenzo Guarino. Questa composizione, popolarmente nota solo come "Ventitré", grazie al Cavallo di fuoco è assurta al ruolo di vero e proprio inno cittadino.
Attraverso il lungo corso Vittorio Emanuele, il finto animale viene infine condotto sul sagrato della Cattedrale cinquecentesca. Oltre alla musica, ad accompagnare il Cavallo vi sono tipiche manifestazioni spontanee dei giovani al seguito, con rumore di campanacci e cori da stadio.

### Spettacolo

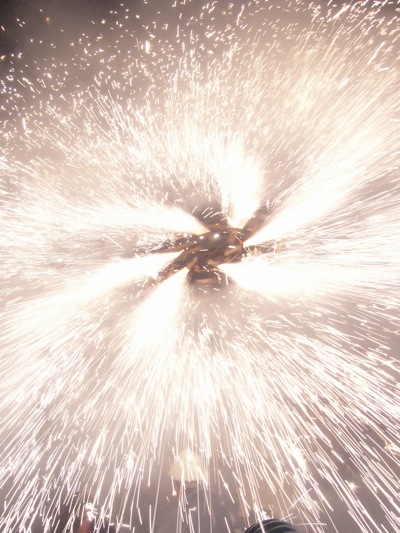
La "girella" (o "girandola") in azione

Dopo un breve giro di ricognizione nelle due piazze (effettuato oggi per verificare la transitabilità tra la folla), viene soppressa la pubblica illuminazione e si aziona il meccanismo dei fuochi artificiali. Il Cavallo, imbottito di petardi, compie allora diverse tornate lanciando fiamme da tutte le parti. I fuochi più spettacolari vengono esplosi in aria, ma nello spirito della manifestazione il Cavallo deve soprattutto "minacciare" la gente accalcata, disperdendola in ogni direzione.
Fra i giovani si è invece consolidata l'abitudine di inseguire il Cavallo e accompagnarne l'esibizione con le consuete manifestazioni corali.
I fuochi d'artificio si distinguono per aspetto e funzione, e possiedono quindi tipici nomi popolari. Si ricordano ad esempio i "baffi", scintille che piovono sulla folla alternativamente dai due fianchi, a sorpresa, e la "girella" (impropriamente "girandola"), corona di petardi che rotea dalla testa del finto animale e conclude le proprie evoluzioni nel cielo. Particolarmente intensa è la detonazione che segna il termine ultimo della rievocazione, e dell'intera ricorrenza.
Lo spettacolo ha una durata complessiva generalmente breve (fra i 20 e i 30 minuti). Una volta concluso, gli addetti riaccompagnano il Cavallo alla sua rimessa, dove esso attende fino all'anno seguente.

### Misure di sicurezza
Nonostante l'apparente pericolosità, il Cavallo di fuoco, in sé, è uno spettacolo generalmente sicuro. Non si ricordano infatti incidenti dovuti ai fuochi artificiali, mentre è necessaria cautela per evitare rischi provenienti dal consumo di alcoolici e dall'indisciplina. Ai partecipanti si chiedono un contegno civile ed educato e l'astensione da una serie di comportamenti (cariche umane, spinte, lancio di petardi).
Alla metà degli anni ottanta, per una sola volta, il Cavallo di fuoco fu in qualche modo "fermato" per ragioni di ordine pubblico. L'afflusso alla manifestazione aveva raggiunto molte migliaia di presenze, e il timore di ipotetici incidenti aveva determinato un intervento d'autorità e obbligato la sagoma a restare ferma al centro di piazza Condivi, pur esplodendo i petardi. Ridotto a spettacolo pirotecnico comune, il Cavallo fu duramente contestato dai ripani con fischi e cori di disapprovazione. L'episodio non si ripeté, nonostante la partecipazione fosse rimasta elevata anche negli anni seguenti. Tuttavia, esso è all'origine del "giro di ricognizione" effettuato dal Cavallo prima di iniziare la sua corsa.

## Popolarità della manifestazione

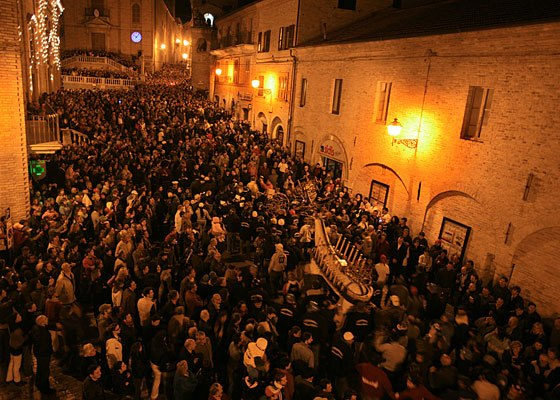
Una parte dell'imponente folla radunata per l'evento, ogni anno le stime sono difficili da effettuare

### Partecipazione
Vero cuore della più solenne festa ripana, il Cavallo di fuoco è un momento di notevole aggregazione della popolazione cittadina, ivi compresa quella emigrata, che torna appositamente al luogo d'origine. A "sentire" il Cavallo sono soprattutto i giovani, la cui attesa per la manifestazione si è addirittura concretizzata dal 2005 in un'affollata veglia del sabato. Notevole è anche l'afflusso di persone dai comuni limitrofi e non sono infrequenti comitive turistiche provenienti da lontano.

### Varie
La popolarità del Cavallo si è tradotta inoltre nella vendita di gadget (magliette, cappellini, fazzoletti, bandane, fischietti). Uno degli apprezzati vini locali (un Rosso Piceno superiore) è stato denominato Cavallo di fuoco.
Lorenzo Della Fonte ha scritto su commissione del comune di Ripatransone una suite per banda intitolata Leo Ripanus Suite, in cinque movimenti, di cui uno ispirato al tema del Cavallo di fuoco.

## Edizioni speciali
È cosa nota che anticamente il Cavallo di fuoco veniva utilizzato per celebrare altre manifestazioni religiose come quella in onore della Confraternita della Misericordia e Morte.

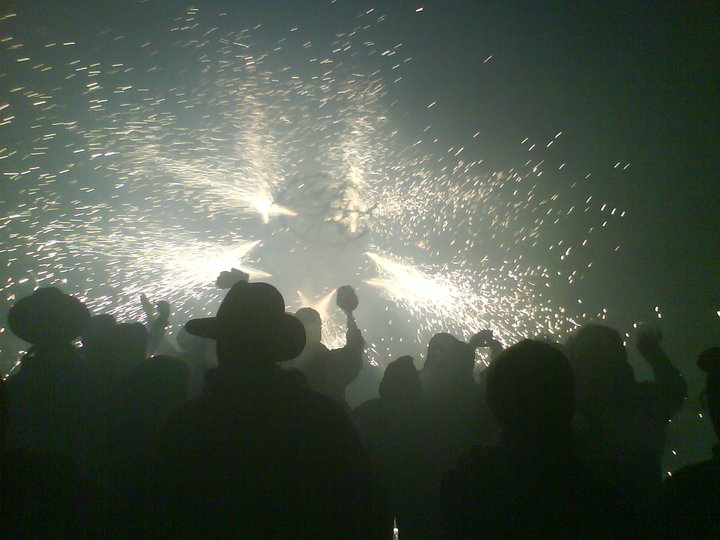
È difficile che la pioggia spenga il Cavallo, insieme agli animi degli spettatori

In occasione dell'ottocentenario della fondazione di Ripatransone si è tenuta un'edizione estiva del Cavallo di fuoco. Essa si è svolta il 24 luglio 2005, in concomitanza della festa di Santa Maria Maddalena, patrona della città.
L'edizione del 30 marzo 2008 è stata dedicata a Domenico Alessi, Francesco Marucchi e Filippo Gabrielli, titolare e operai della ditta appignanese Alessi che storicamente fornisce il materiale pirotecnico. I tre uomini sono deceduti in una tragica esplosione dello stabilimento di Montegiorgio l'11 maggio 2007. Lo spettacolo ha osservato un minuto di silenzio prima di iniziare.
A partire dal 2010 la festa dell'Ottava di Pasqua è accompagnata dall'iniziativa "La Primavera dell'Olio", organizzata in collaborazione con l'Associazione Nazionale Città dell'Olio, che consiste nella degustazione di prodotti tipici nelle cantine situate lungo il Corso Vittorio Emanuele. Inoltre il Festival musicale della Veglia del Cavallo di Fuoco è anticipato al venerdì dopo Pasqua e cambia il nome in "Ignifer".

## Originalità

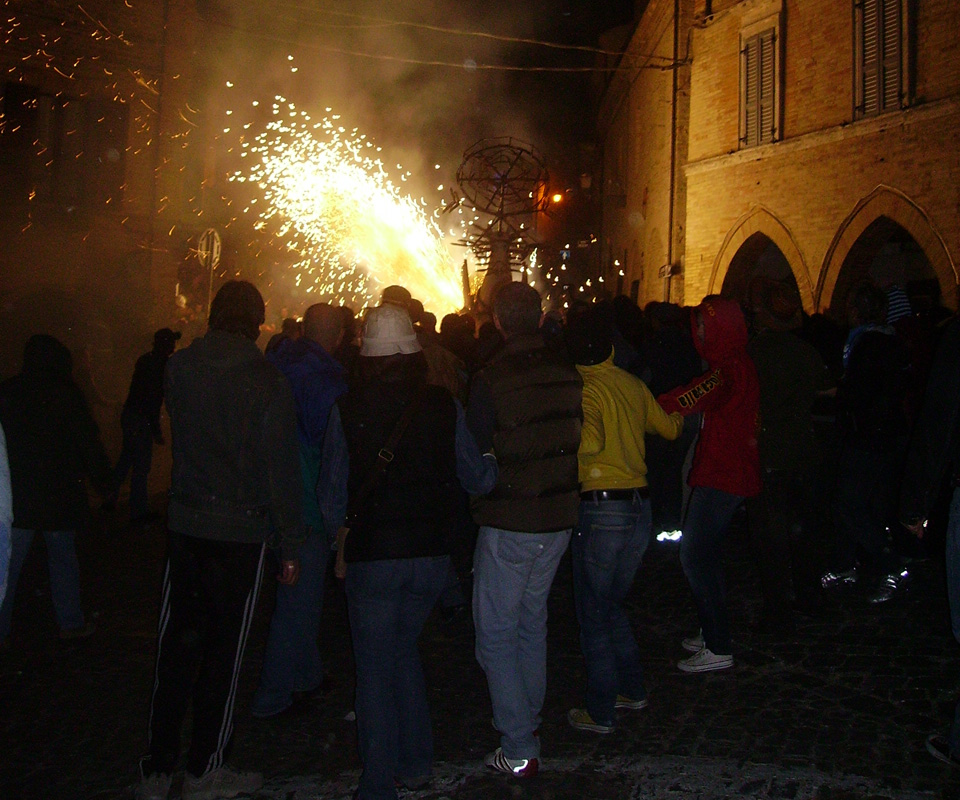
Cavallo di fuoco, 2007

Il 30 luglio 2011 il Ministro del Turismo Michela Vittoria Brambilla ha conferito al Cavallo di Fuoco il premio "Patrimonio d'Italia per la Tradizione". Tale prestigioso titolo, ritirato a Roma dal sindaco Paolo d'Erasmo, per l'anno 2011 ha visto riconosciuto soltanto il Cavallo di Fuoco tra le molteplici candidate marchigiane. Dello stesso premio sono state insignite in totale 34 manifestazioni:  tra queste vi sono la Festa dei Ceri di Gubbio e la Regata Storica di Venezia.
Per il suo forte significato di identità cittadina, la festa ripana rivendica la propria originalità rispetto ad altre manifestazioni, e viceversa. In particolare, non pochi ritengono di porre in concorrenza ideale il Cavallo di fuoco e il Bove finto di Offida. I due spettacoli non sono in reale competizione poiché si svolgono in periodi diversi, e non esiste nemmeno una vera e propria rivalità dal momento che gli abitanti di entrambi paesi rigettano il paragone. Oltre a ciò, Cavallo e Bove presentano molte differenze. L'apparente concorrenza è avvertita dunque solo dai forestieri.
Il "rito" offidano, a carattere profano e non sacro, si inserisce nel più ampio carnevale (della durata di vari giorni) ed è a sua volta più esteso nel tempo (dal primo pomeriggio a sera). Per contro, esso manca di qualsiasi elemento pirotecnico, e viene quindi animato da una semplice "minaccia" dinamica da parte del finto animale. Il Cavallo di fuoco invece nasce come manifestazione a carattere sacro e presenta le caratteristiche opposte.

## Curiosità
- Una tradizione dallo stesso nome è onorata annualmente a Pedace, in occasione della festa patronale "La Pecorella" e del Carnevale.